# Jacqueline Dubrovich
Jacqueline Dubrovich (ur. 18 lipca 1994 w Riverdale) – amerykańska florecistka, mistrzyni olimpijska w drużynie, dwukrotna medalistka mistrzostw świata.
W 2011 roku zdobyła srebro drużynowo na mistrzostwach świata juniorów w Jordanii. Wynik ten powtórzyła na mistrzostwach świata juniorów w Moskwie (2012) i mistrzostwach świata juniorów w Poreču (2013). Ponadto była najlepsza drużynowo na mistrzostwach świata juniorów w Płowdiwie w 2014 roku.
Podczas mistrzostw świata w Budapeszcie w 2019 roku Amerykanki w składzie: Jacqueline Dubrovich, Lee Kiefer, Nzingha Prescod i Nicole Ross zdobyły drużynowo brązowy medal. W tej samej konkurencji zdobyła następnie srebrny medal na mistrzostwach świata w Kairze w 2022 roku. 
Wystartowała na igrzyskach olimpijskich w Tokio, gdzie drużynowo była czwarta, a indywidualnie zajęła 21. miejsce. 
Ponadto zdobyła złote medal w zawodach drużynowych na igrzyskach panamerykańskich w Limie w 2019 roku i igrzyskach panamerykańskich w Santiago w 2023 roku.